# NBA 2K14
NBA 2K14 — пятнадцатая баскетбольная игра созданная Visual Concepts и изданная 2K Sports. Игра вышла в релиз 1 октября 2013 года в США и 4 октября 2013 года в Европе. Чуть позже вышла версия для Xbox One и PlayStation 4. Лицом обложки стал Леброн Джеймс.

## Евролига
2 июля 2013 года стало известно, что 2K Sports и Евролига заключили многолетнее соглашение на включение команд из Европы в игру. В игре представлены:
- Альба
- БК «Барселона»
- Реал Мадрид
- ЦСКА
- Милан
- Сиена Монтепаски
- Фенербахче-Улкер
- Анадолу Эфес
- Олимпиакос
- Панатинаикос
- Маккаби Тель-Авив
- Жальгирис
- Уникаха
- Каха Лаборал

## Саундтрек
Автором саундтрека выступил Леброн Джеймс.
- Big Krit — «Cool 2 be Southern»
- Cris Cab — «Paradise (On Earth)»
- Coldplay — «Lost!»
- Daft Punk & Pharrell Williams — «Get Lucky»
- Дрейк — «Started From The Bottom»
- Эминем — «Not Afraid»
- Fly Union — «Long Run»
- Gorillaz — «Clint Eastwood (песня)»sd
- Imagine Dragons — «Radioactive»
- Jada Kiss & Ayanna Irish — «Can’t Stop Me»
- Jay-Z — «The Ruler’s Back»
- John Legend & Rick Ross — «Who Do We Think We Are»
- Канье Уэст & Rihanna- «All Of The Lights»
- Кендрик Ламар — «Now Or Never»
- Macklemore & Ryan Lewis & Ray Dalton — «Can’t Hold Us»
- Nas & Puff Daddy — «Hate Me Now»
- Фил Коллинз — «In The Air Tonight»
- Robin Thicke & Pharrell — «Blurred Lines»
- The Black Keys — «Elevator»
- The Black Keys — «Howlin' For You»

## Отзывы
| Сводный рейтинг | Сводный рейтинг | Сводный рейтинг | Сводный рейтинг |
| Издание         | Оценка          | Оценка          | Оценка          |
| Издание         | PS3             | PS4             | Xbox 360        |
| --------------- | --------------- | --------------- | --------------- |
| GameRankings    | 85,20 %         | 84,18 %         | 84,18 %         |